# آلوپسی یونیورسالیس
آلوپسی یونیورسالیس (AU) به انگلیسی: Alopeci universalis (AU)، که به آلوپسی آره آتا یونیورسالیس نیز شناخته می‌شود، نوعی بیماری است که ریزش تمام موهای بدن از جمله ابروها، مژه‌ها، موهای سینه، موهای زیر بغل و موهای ناحیه تناسلی را باعث می‌شود. این نوع بیماری، شدیدترین نوع آلوپسی آره آتا است. افراد مبتلا به این بیماری، غالباً از سلامت خوبی برخوردار هستند، هیچگونه علائم دیگری نداشته و طول عمر طبیعی دارند.

## علت‌ها
آلوپسی یونیورسالیس می‌تواند در هر سنی رخ دهد و در حال حاضر آن را نوعی بیماری خودایمنی می‌دانند که در آن سیستم ایمنی فرد، به فولیکولهای مو حمله می‌کند. عوامل ژنتیکی نیز ممکن است در ایجاد آن نقش داشته باشند، زیرا در خانوادهٔ ۲۰٪ از افراد مبتلا، فردی مبتلا به آلوپسی هم وجود دارد.

## درمان
هیچگونه درمان استانداردی برای آلوپسی یونیورسالیس استفاده نشده‌است. روش‌های درمانی بسیاری از جمله ایمنی‌درمانیها مانند ایمی‌کیمود، مورد بررسی قرار گرفته‌است. استفاده از توفاسیتینیب سیترات نیز ممکن است فوایدی داشته باشد. در ژوئن ۲۰۱۴، گزارش شد که مردی ۲۵ ساله که تقریباً هیچ مویی روی بدنش نداشت، پس از هشت ماه درمان، موهای سر، ابرو، مژه، صورت، زیر بغل و جاهای دیگر بدن او به صورت کامل رشد کرده‌است.
ایمونوتراپی تماسی که شامل استفاده از آلرژنهای تماسی، مانند دیفنسیپرون و اسید اسکوریک دی بوتیلستر است، برای القای پاسخ ایمنی به کار می‌رود تا با سلول‌هایی که باعث ریزش مو می‌شوند، مقابله کند. در مروری که از یافته‌های ۴۵ مطالعه بر روی ۲۲۲۷ بیمار انجام شده نشان داده شد که با استفاده از ایمونوتراپی تماسی در بیماران مبتلا، ۵۴/۵ درصد از آنها، رشد مجدد مو و ۲۴/۹ درصد رشد مجدد و کامل مو را تجربه کرده‌اند. ایمونوتراپی علاوه بر فواید درمانی آن برای آلوپسی، می‌تواند عوارض جانبی بسیار جدی، مانند درماتیت شدید نیز به دنبال داشته باشد.
کورتیکواستروئیدهای موضعی و داخل ضایعه، مانند کلوبتازول پروپیونات، هم نشان داده‌اند که درمان مؤثری برای بیماران AT و AU هستند. مطالعه‌ای کنترل‌شده بر روی ۲۸ بیمار نشان داد در هشت نفر از بیماران(۲۸/۵٪)با استفاده از پماد کلوبتازول پروپیونات ۰/۰۵٪ رشد مو رخ داده‌است. این نتیجه شباهت بسیاری به نتایج به دست آمده از آزمایش‌های ایمونوتراپی است. علاوه بر این، مطالعات نشان می‌دهد که به کاربردن دارو درون ضایعه بسیار مؤثرتر از استفادهٔ موضعی از استروئیدها است. در هر حال، عارضهٔ جانبی اصلی، افزایش خطر آتروفی پوستی در محل درمان است. فولیکولیت نیز عارضه‌ای است که گاه به گاه رخ می‌دهد.
استفاده از مهارکننده‌های ژانوس کیناز که قبلاً در درمان سرطان و سایر بیماری‌ها مانند آرتریت استفاده می‌شدند، در آزمایش‌های اولیهٔ درمان بیماران آلوپسی به صورت موفقیت‌آمیز مؤثر واقع شدند. چندین مورد از درمان‌ها موفقیت‌آمیز بوده‌است، یکی از آنها مربوط به مردی ۲۲ساله با سابقهٔ AU و درماتیت آتوپیک (AD) است. این مرد با مهارکنندهٔ توفاسیتینیب تحت درمان قرار گرفت و پس از ده ماه، رشد مجدد مو را در تمام قسمت‌های آسیب‌دیده بدنش تجربه کرد و متعاقباً AD وی بهبود یافت. تحقیقات و یافته‌های کنونی نشان می‌دهد که مهارکننده‌های سیستمیک JAK از ایجاد AA جلوگیری می‌کنند، در حالی که مهارکننده‌های موضعی JAK باعث رشد مجدد مو شده و بیماری ایجاد شده را معکوس می‌کنند. کارآزمایی‌های بالینی بسیاری شامل مهارکننده‌های JAK مانند روکسولیتینیب و توفاسیتینیب در حال انجام است.